# Proseč u Humpolce
Proseč (deutsch Prosetsch) ist eine Gemeinde in Tschechien. Sie liegt sieben Kilometer nördlich von Humpolec und gehört zum Okres Pelhřimov.

## Geographie
Proseč befindet sich in der Böhmisch-Mährischen Höhe.
Nachbarorte sind Staré Hutě und Dobrá Voda Lipnická im Norden, Záběhlice im Nordosten, Řečice im Osten, Pusté Lhotsko und Budíkov im Südosten, Světlice und Horní Rápotice im Süden, Háj im Südwesten sowie Kaliště und Podivice im Westen.

## Geschichte
Die erste urkundliche Erwähnung von Proseč als Sitz der Brüder Ondřej, Hroch und Beneš von Proseč erfolgte 1391. Die Feste lag schon zur Zeit des Anschlusses der Güter an die Herrschaft Lipnice nad Sázavou in der 2. Hälfte des 15. Jahrhunderts wüst. Seit 1538 ist das Bestehen eines Dorfes überliefert und seit dem Besitzerwerb durch die Trčka von Lípa im Jahre 1547 findet sich von der Feste keine Nachricht mehr.

## Gemeindegliederung
Für die Gemeinde Proseč sind keine Ortsteile ausgewiesen.

## Sehenswürdigkeiten

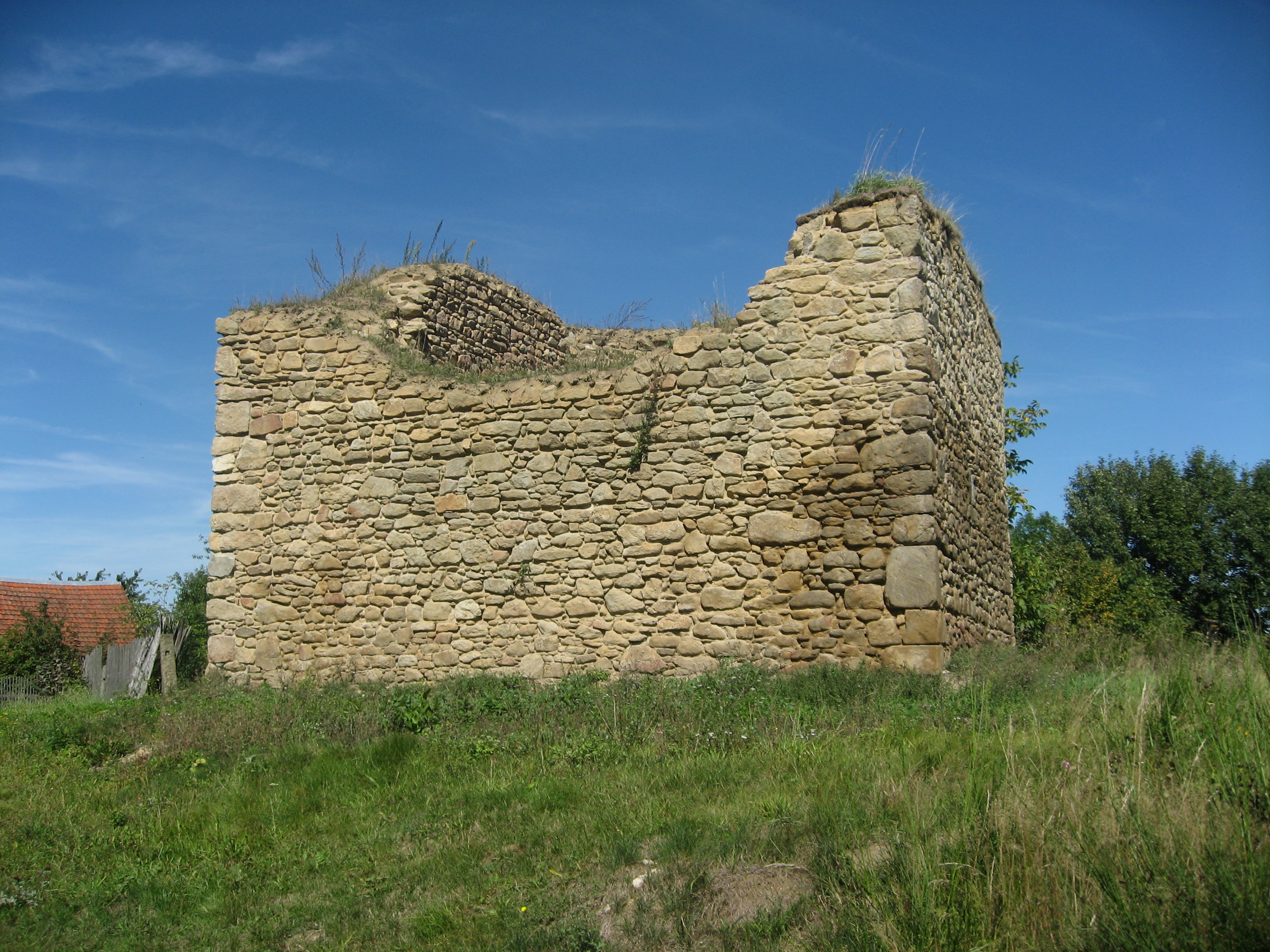
Ruine der Feste Proseč

- Ruine der gotischen Feste Proseč
- Marterl